# Бой в Оманском заливе
Бой в Оманском заливе — морское сражение состоявшееся в ходе Португало-турецкой войны 1538—1557 годов, между османским флотом под командованием Сейди Али-реиса и португальским флотом под командованием Фернанду ди Менезиша. Произошло 25 августа 1554 года в Оманском заливе.

## Предыстория

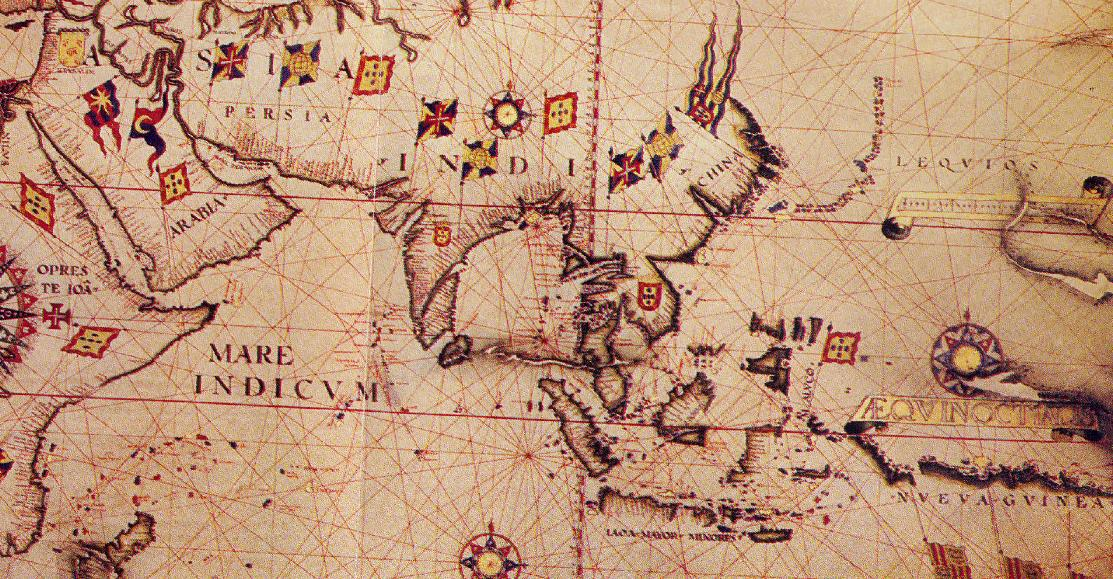
Индийский океан и Азия, анонимный атлас (1550)

Великие географические открытия конца XV века, активная деятельность португальской знати и торговых элит привели к созданию португальской морской империи. Инфант Генрих (Энрике) Мореплаватель часто упоминается как основатель Португальской империи. Под его покровительством португальские мореходы стали открывать новые земли, стремясь достичь Индии морским путём вокруг Африки. В 1497—1499 году флотилия из четырёх кораблей под командованием Васко да Гамы, обогнув Африку, достигла берегов Индии, на побережье которой было основано несколько торговых постов. В Индийском океане португальцы столкнулись с интересами египетских мамлюков, что привело к Португало-египетской войне. В 1505 году мамлюкский флот по приказу султана Кансуха ал-Гаури выступил в поход против португальцев. Поддержку в создании флота оказала Османская империя, поставлявшая древесину и оружие. В 1506 году португальский флот под начальством Афонсу д’Албукерки подошёл к берегам Аравии. В 1507 году д’Албукерке подвергнул бомбардировке Маскат. После этого португальцы овладели городом, который стал их форпостом для дальнейшего наступления в северо-западной части Индийского океана.
В 1510 году был завоёван Гоа на побережье Индии. Далее пути португальцев пролегли в Аравийское море и Персидский залив. В 1514—1516 годах Османская империя активно сотрудничала с Мамлюкским султанатом в борьбе с португальцами. В Египет был прислан турецкий адмирал Сельман Рейс. После падения Мамлюкского султаната в ходе османо-мамлюкской войны, Османская империя взяла на себя задачу борьбы с португальцами в Индийском океане. В 1525 году турецкий флот в составе 18 судов под начальством Сельмана Рейса захватил Аден, что серьёзно ударило по позициям португальцев в этом регионе.
В 1535 португальцами был захвачен Диу.
Вторая португало-турецкая война развивалась на фоне начавшейся ранее Адало-эфиопской войны на территории Восточной Африки между местными мусульманскими султанатами, поддержанными турками, и христианской Эфиопией. Португалия вступила в этот конфликт на стороне Эфиопии. Непосредственно война между Османской и Португальской империями началась в 1538 году с отправки османского флота из 54 кораблей под командованием адмирала Хусейн-паши с целью захватить Диу. 31 декабря 1540 года навстречу османскому флоту из Гоа вышел португальский флот под командованием Эштевана да Гамы. 27 января 1541 года португальский флот занял Аден, затем Массауа. В 1547 году турецкую эскадру в Индийском океане возглавил адмирал Пири-реис, развернувший активные военные действия. 26 февраля 1548 года он отвоевал Аден. В августе 1552 года османский флот подошел к Маскату.
В конечном счете туркам удалось занять и контролировать побережье Йемена, Адена и Аравии, что значительно облегчило их торговлю с Индией и заблокировало португальцев от дальнейшей экспансии в Аравии.
Последующие нападения османов на Оман шли с переменным успехом, но Стамбулу не удалось взять Маскат в свои руки. В августе 1553 года турецкий флот под предводительством Мурада-паши вышел из Басры и направлялся в Красное море, но в Ормузском проливе был атакован португальской эскадрой Диего де Нороньи. У мыса Мусандам произошла битва, в которой погиб почти весь турецкий флот. Мурад-паша с несколькими уцелевшими кораблями отступил в Басру. В феврале 1554 года португальцы отправили из Гоа шесть галеонов, шесть каравелл, 25 фуст, а также 1200 португальских солдат под командованием Дома Фернандо де Менеса, сына вице-короля Гоа, которому поручено блокировать вход в Красное море. В апреле экспедиция отправилась в Маскат, где флот остановился на сезон муссонов.

## История
За год турки построили новый флот, состоящий из 15 галер, и в июле 1554 года он отправился в Индийский океан. На этот раз им командовал «адмирал-писатель» Сиди Али-реис (или Кятиби Руми), который, однако, оказался не более удачлив, чем его предшественники. Раньше он служил под началом Хайреддина Барбароссы, и султан надеялся, что он будет действовать столь же успешно.
Сиди Али захватил Бахрейн и оставил там турецкий гарнизон. Португальский флот в Маскате был немедленно предупреждён о движении турок и отправился к мысу Мусандам, чтобы устроить там засаду.
10 августа 1554 года османский флот, двигавшийся против ветра, был атакован португальцами.

### Ход боя
Адмирал Сейди Али приказал своему флоту двигаться в боевом порядке в сторону португальцев. При этом турецкий флот двигался против ветра на веслах. Когда два флота сблизились на расстояние выстрела, португальские каравеллы и галлон Санта-Крус начали обмениваться выстрелами с авангардом турецкого флота. Сейди Али Рейс приказал всем своим галерам повернуть направо в сторону побережья, избегая, таким образом, португальских кораблей, которые не могли преследовать турок из-за встречного ветра. Турки, которым удалось успешно избежать встречи с португальцами в неудобных для них условиях, направились в Маскат.
Португальские капитаны собрались на борту флагмана, чтобы обсудить, как догнать турецкие галеры, идущие на веслах по встречному ветру. Один опытный моряк утверждал, что в районе персидского побережья в это время года ветры дуют на восток, что позволит португальцам обогнать турок. Португальский флот отплыл на север, затем на восток и через несколько дней добрался к Маскату. Там португальцы узнали, что турецкий флот ещё не приплыл.
Тем временем, полагая, что они определённо оставили португальцев позади, турки медленно, чтобы дать гребцам отдохнуть, продвигались навстречу ветру.
Прежде чем отправиться на встречу с турецким флотом у близлежащего мыса Суади, португальцы ожидали четыре дня в Маскате. Утром 25 августа турки снова увидели ту же армаду, от которой турецкому флоту удалось ускользнуть за две недели до этого.
У португальцев теперь был более благоприятный ветер в западном направлении, но, поскольку турки плыли близко к берегу, португальцы не смогли их сразу атаковать. В результате они не смогли помешать нескольким османским галерам пройти мимо них.
Португальский флагман São Mateus был тогда ближайшим к берегу кораблем, однако, не имея возможности добраться до турецких галер, он бросил якорь и начал обстрел с места своей стоянки. Девять галер проскользнули через португальский огонь, но десятая в результате огня португальцев потеряла управление и заблокировала путь следующих за ней галер.
Португальские каравеллы, самые маневренные корабли португальского флота, быстро атаковали турецкие галеры. Каравела Дома Херонимо де Каштелу Бранко первой взяла на абордаж две галеры, португальские моряки бросили на турецкие корабли большое количество глиняных бомб с зажигательной смесью, чем вызвали панику у турок. В беспорядке многие турецкие моряки и солдаты прыгали в море. Ещё несколько каравелл атаковали остальные галеры, которые сдались после полуторачасовой борьбы.
Тем временем Сейди Али Рейс решил со своими оставшимися галерами отправиться на восток через Аравийское море в Гуджарат, надеясь таким образом спасти флот от португальцев. Дом Фернандо де Менесес приказал Дому Херонимо со своими каравеллами преследовать османов.

## Последствия
Помимо самих галер, португальцы захватили 47 бронзовых пушек, которые они доставили в Маскат, где их торжественно встретили.
В сражении у Маската португальцы опять уничтожили турецкую эскадру. Лишь с несколькими кораблями Сиди Али ушел в Индию, откуда с немногими людьми после многочисленных приключений вернулся в Стамбул через три года. Сейди Али так и не понял, что флот, с которым он столкнулся 10 и 25 августа, был одним и тем же.